# Облога Ревеля (1577)
Облога Ревеля або Облога Коливані — чергова облога фортеці (м. Коливань (Ревель), в період з 27 січня по 13 березня 1577 року, здійснена військами Московського царства під час Лівонської війни 1558—1582 років зі Швецією, завершилася зняттям облоги.

## Передумови
Після закінчення в 1573 3-річного перемир'я між Росією і Річчю Посполитою Полоцьк і вся Лівонія, за винятком Ревеля (Коливані) і Риги, продовжували контролюватись московськими військами. Жодна зі сторін, що беруть участь у війні, не могла досягти вирішальних успіхів.

## Московські командувачі
- У великому полку: князь Федір Мстиславський, другий воєвода Іван Шереметєв[1].
- У полку правої руки: князь Іван Голіцин, Федір Шереметєв.
- У передовому полку: князь Василь Голіцин, князь Дмитро Хворостинін.
- У сторожовому полку: князь Григорій Куракін, князь Михайло Ликов.
- У полку лівої руки: князь Андрій Хованський, князь Андрій Палецький.

## Шведські командувачі
- Генріх Классен, керував обороною міста, в 1575—1577 рр.[3].

## Підготовка та початок кампанії
У грудні 1576 року за указом московського государя Івана Грозного п'ятдесятитисячне військо мало зібратися в Новгороді і йти звідти прямо на Ревель (Коливань) — єдине укріплене місце в Лівонії, ще не зайняте московськими ратними людьми.
Цар Іван Васильович «Грозний» наказав своїм воєводам Ф. Мстиславському та І. Шереметєву (Меншому) взяти Коливань (Ревель).
Іван Васильович (Менший) Шереметєв, за словами сучасного лівонського літописця Балтазара Руссова (Рюссова), прощаючись з царем перед відправленням у похід, поклявся, що здобуде Коливань, або не повернеться живим перед його світлими очима.
Перехід з Новгорода до Коливані відбувся за дуже несприятливих кліматичних умовах, під час сильних морозів і снігових бур, і тривав майже місяць: вийшовши з Новгорода на святки, московські війська досягли Коливані лише 22 січня 1577 року.
Місто захищало гарнізон під командуванням шведського генерала К. Х. Горна.

## Хід облоги
Облога фортеці розпочалася 27 січня 1577 року. Початковий план облоги приписували І. Шереметєву, за цим планом було вирішено виманити ревельський гарнізон, якнайдалі від сильних укріплень, оточити його, перебити і потім вже приступити до облоги міста.
Протягом шести тижнів московити обстрілювали фортецю, сподіваючись запалити її розпеченими ядрами. Проте городяни вживали успішних заходів проти пожеж, створивши спеціальну команду, яка стежить за польотом та падінням снарядів. Зі свого боку ревельська артилерія (вона перевершувала московську за кількістю гармат у п'ять разів) вела прицільний вогонь по осадниках, завдаючи їм потужну шкоду.
Від гарматного ядра загинув і з ватажків московського війська — воєвода І. Шереметєв (Менший).
7 лютого ревельці підпалили щойно влаштований московитами шанець зі стогів сіна, возів та турів. Іван (Менший) Шереметєв у цей час знаходився на самому шанці на горі. Помітивши замішання серед своїх воїнів, він зійшов з коня і став гнати назад втікачів з окопів. Очевидець оповідає, що, не маючи сил утримати втікачів, І. Шереметєв кидався, «як шалений, скажений ведмідь», і ляскаючи руками, кричав: «ловіть їх, ловіть їх!». У цей час його поранили ядро в ногу. Коли його перенесли до табору і збіглися лікарі, він відмовився від їхніх послуг, говорячи: «на те Божа воля». У результаті 10 лютого Іван (Менший) Шереметєв помер.
З його смертю московське військо, за свідченням одного з учасників захисту Ревеля (Коливані), втратило найкращого воєводу, а водночас і надію взяти місто. Облога (Коливані) тривала, але за повного занепаду духу у війську. Московити тричі атакували місто, але щоразу безуспішно. У відповідь обложені робили сміливі та успішні вилазки. Активна оборона ревельців, а також холод та хвороби призвели до значних втрат у російському війську.
13 березня облогу було знято.

## Після зняття облоги
Йдучи, московити спалили свій табір і передали обложеним, що прощаються не назавжди, пообіцявши рано чи пізно повернутися. Після зняття облоги ревельський гарнізон та місцеві жителі здійснили набіг на московські гарнізони в Лівонії, який, втім, незабаром були зупинені підходом війська під командуванням царя Івана Грозного. Але воно рушило вже не до Ревеля (Коливані), а до польських володінь у Лівонії. Ревель (Коливань) був узятий московитами лише через 133 роки, за Петра I, під час Північної війни (1700—1721 років).